# 이치카와 단쥬로 (13대)
13대 이치카와 단쥬로 하쿠엔(일본어: 十三代目 市川 團十郎 白猿 いちかわ だんじゅうろう はくえん[*])는 일본의 가부키 배우이다.
옛 예명으로는 7대 이치카와 신노스케 및 11대 이치카와 에비조이다.

## 같이 보기
- 이치카와 에비조